# Силаєв Борис Дмитрович
Силаєв Борис Дмитрович (14 червня 1929, Россош — 8 квітня 2005, Харків) — радянський, український письменник, сценарист, член Національної Спілки письменників України.

## Біографія
Народ. 14 червня 1929 р. на станції Россош Воронезької обл. в родині військового службовця. Закінчив Харківський технікум цивільного будівництва (1951). Навчався на Вищих сценарних курсах у Москві.
В 1952 р. почав друкуватися на сторінках київських і московських журналів.

## Творчість
Автор романов, збірок оповідань (рос.) «Начало юности», «Огненный поезд», повісті «Хлопцы с Холодной горы» тощо, а також сценаріїв фільмів: «Вогненний поїзд» (1959, т/ф), «Світло у вікні» (1961, реж. В. Кочетов), «На самоті з ніччю» (1966, сцен., режисер у співавт. з С. Третьяковим), «Три гільзи від англійського карабіна» (1993, реж. В. Довгань).
Нагороджений орденом «Знак Пошани», медалями, Грамотою Президії Верховної Ради України.